# Taylor Peak
Der Taylor Peak ist ein 2550 m hoher Berg im ostantarktischen Viktorialand. Er ist der höchste derjenigen Gipfel, die in den Admiralitätsbergen den Helman- und den Tyler-Gletscher voneinander trennen.
Der United States Geological Survey kartierte ihn anhand eigener Vermessungen und Luftaufnahmen der United States Navy aus den Jahren von 1960 bis 1962. Das Advisory Committee on Antarctic Names benannte ihn 1964 nach dem neuseeländischen Polarlichtforscher Claude B. Taylor, wissenschaftlicher Leiter der Hallett-Station im Jahr 1962.